# Hydrotaea penicillata
Hydrotaea penicillata är en tvåvingeart som först beskrevs av Camillo Rondani 1866.  Hydrotaea penicillata ingår i släktet Hydrotaea och familjen husflugor. Inga underarter finns listade i Catalogue of Life.